# Lâm Sâm (Trung Hoa Dân Quốc)
Lâm Sâm (tiếng Hoa: 林森; bính âm: Lín Sēn; 1868 – 1 tháng 8 năm 1943), tự Tử Siêu (子超), hiệu Trường Nhân (長仁), là Tổng thống Trung Hoa Dân Quốc (Khi đó chức vụ này tương đương với Chủ tịch Uỷ ban Chính phủ Quốc dân Trung Hoa Dân Quốc) từ năm 1931 tới khi mất năm 1943.

## Thời trẻ
Sinh ra trong một gia đình trung lưu tại thị trấn Thượng Hàn (尚幹鄉), huyện Mân Hầu (閩侯縣), Phúc Kiến, Lâm được các nhà truyền giáo người Mỹ giáo dục. Sau ông làm việc tại Cục Điện báo Đài Bắc, Đài Loan năm 1884. Sau Chiến tranh Trung-Nhật lần thứ nhất, ông tham gia các hoạt động du kịch chống quân Nhật chiếm đóng. Năm 1902, ông trở về đại lục và làm việc tại Cục Hải quan Thượng Hải. Về sau ông sống tại Hawaii và San Francisco.
Tại đó ông gia nhập Đồng minh hội năm 1905, và trở thành ủy viên ngoại vụ của hội. Trong Cách mạng Tân Hợi, ông phụ trách khởi nghĩa ở Giang Tây. Ông trở thành phát ngôn viên Thượng viện trong Quốc dân Đại hội. Sau khi Cách mạng lần thứ hai chống lại Viên Thế Khải thất bại, Lâm trốn sang Nhật cùng Tôn Dật Tiên và gia nhập Đảng Cách mạng Trung Hoa. Ông được cử sang Hoa Kỳ để gây quỹ cho các chi nhánh của đảng. Năm 1917, ông theo Tôn đến Quảng Châu và tiếp tục phụ trách bộ phận ngoại vụ của đảng trong phong trào Hộ quốc. Khi phong trào tan rã dưới áp lực của Chính phủ Bắc Dương, ông vẫn trung thành với Tôn và sau đó làm Tỉnh trưởng Phúc Kiến.
Lâm là thành viên phe Hội nghị Tây Sơn thiên hữu đóng tại Thượng Hải. Nhóm này thành lập tại Bắc Kinh không lâu sau khi Tôn mất năm 1925. Họ kêu gọi triệu tập hội nghị toàn đảng để trục xuất những người Cộng sản ra khỏi đảng và để tuyên bố cách mạng xã hội là không phù hợp với lý tưởng cách mạng quốc gia của Quốc dân đảng. Quốc dân đảng chống lại xu hướng này và cuộc hội nghị sau đó trục xuất các lãnh đạo phái Tây Sơn và đình chỉ tư cách đảng viên của các thành viên phái này. Họ ủng hộ cuộc đàn áp cộng sản của Tưởng Giới Thạch năm 1927. Lâm trở thành lãnh tụ phái Tây Sơn và thực hiện một chuyến đi vòng quanh thế giới sau khi Chính phủ Bắc Dương sụp đổ.

## Tổng thống
Năm 1931, việc Tưởng bắt giữ Hồ Hán Dân dẫn đến phản ứng mạnh mẽ trong nội bộ đảng và quân đội. Lâm và những viên chức cao cấp khác kêu gọi truy tố Tưởng. Cuộc xâm lược Mãn Châu của Nhật ngăn chặn nội chiến bùng nổ, nhưng Tưởng vẫn phải từ chức ngày 15 tháng 12. Lâm lên làm Quyền Tổng thống rồi chính thức nhậm chức Tổng thống ngày 1 tháng 1 năm 1932. Ông được chọn nhờ uy tín cá nhân nhưng không có mấy quyền lực vì Quốc dân đảng muốn tránh việc lập nên một Tưởng Giới Thạch thứ hai. Ông không hề ngụ tại Dinh Tổng thống, nơi Tưởng tiếp tục cư ngụ, mà ở tại tư dinh khiêm tốn gần Lăng Tôn Dật Tiên. Ảnh hưởng của Tưởng hoàn toàn được khôi phục sau Trận Thượng Hải (1932) khi các yếu nhân trong đảng nhận ra vai trò quan trọng của ông ta.
Năm 1934, tạp chí TIME gọi ông là "Tổng thống Lâm bù nhìn", và khi Tưởng phát biểu tại một hội nghị bí mật về việc trao thực quyền cho Tổng thống Trung Hoa Dân Quốc, nhưng thực tế có ý rằng Tưởng muốn quay lại chức Tổng thống, vì Tưởng nắm trọn thực quyền trong khi Lâm chỉ là bung xung.
Dù không có ảnh hưởng đến chính cục, Lâm rất được công chúng kính trọng với tư cách một chính trị gia lão thành đứng trên những tranh chấp chính trị. Rất hiếm chính khách không có tham vọng chính trị, không tham nhũng, và không kéo bè kéo cánh như ông.
Là người góa vợ, Lâm sử dụng chức vụ để đề cao hôn nhân một vợ một chồng và chống lại nạn đa thê, và đa thê trở thành một trọng tội năm 1935. Ông cũng kêu gọi hòa giải khi Tưởng bị bắt cóc trong Sự biến Tây An. Ông cũng nhấn mạnh tầm quan trọng của việc thống nhất quốc gia trong khi quan hệ với Nhật Bản ngày càng căng thẳng.
Khi Chiến tranh Trung-Nhậtlần thứ 2 bùng nổ toàn diện năm 1937, ông chuyển đến thủ đô thời chiến Trùng Khánh. Ông hợp thức hóa hoạt động du kích toàn diện, nhưng đây chỉ là hình thức vì chiến tranh du kích vốn đã lan rộng. Ông cũng từ chối mọi lời mời cộng tác với chính phủ bù nhìn do Nhật dựng lên.

## Qua đời
Ngày 10 tháng 3 năm 1943, ông bị một tai nạn xe hơi. 2 ngày sau, ông bị đột quỵ khi tiếp Đại sứ Canada. Tại bệnh viện, ông vẫn kêu gọi phải khôi phục Đài Loan sau chiến tranh; sau này việc trao trả Đài Loan cho Trung Quốc được ghi vào Tuyên bố Cairo. Ông mất ngày 1 tháng 8 ở tuổi 76; Chính phủ Quốc dân tuyên bố một tháng quốc tang cho ông. Ông là người đứng đầu nhà nước tại vị lâu nhất của Trung Hoa Dân Quốc tại đại lục. Ủy ban Trung ương Quốc dân đảng bầu Tưởng Giới Thạch vài giờ sau khi Lâm mất. Mọi quyền hạn của Tổng thống được phục hồi dưới thời Tưởng.
Lâm đến núi Thanh Chi tại Liên Giang, Phúc Châu, Phúc Kiến và bị cảnh vật nơi đây mê hoặc đến nỗi về già ông tự gọi mình là "Thanh Chi lão nhân" (青芝老人, Qingzhi Laoren). Mộ ông, dựng cạnh núi Thanh Chi năm 1926 trước khi ông mất, bị phá hoại trong Cách mạng Văn hóa, và được and phục hồi năm 1979.
Di sản
Lâm nhận cháu trai là K.M. James Lâm làm con nuôi. Trong khi học cao học tại Đại học Ohio State, James kết hôn với Viola Brown, một nhân viên bán hàng. Tổng thống phản đối cuộc hôn nhân nhưng cuối cùng cũng chấp nhận. Tuy nhiên 2 người li hôn sau vài tháng vì áp lực của công chúng.
Nhiều con đường tại Đài Bắc, Cao Hùng, Đài Nam, và các thành thị khác trên toàn Đài Loan được đặt theo tên ông do vai trò của ông trong cuộc kháng chiến chống Nhật xâm lược Đài Loan và thời kỳ ông làm Tổng thống Trung Hoa Dân Quốc.
Tại Cộng hòa Nhân dân Trung Hoa, Lâm từng bị phê phán do tư tưởng chống cộng nhưng đã được đánh giá lại sau Cách mạng Văn hóa.